# Sjeverni Tirol
Sjeverni Tirol (njemački: Nordtirol) je veći, sjeverni dio austrijske države Tirol, a nalazi se u zapadnom dijelu zemlje. Drugi dio ove austrijske savezne države je Istočni Tirol koji je zemljopisno odvojen od Sjevernog Tirola.
Razlog ovome je činjenica da su Južni Tirol i Trento pripojeni Italiji nakon Prvog svjetskog rata, čime su zemljopisno odvojeni sjeverni i istočni dio Tirola.
Sjeverni Tirol graniči s austrijskom saveznom državom Salzburg na istoku, njemačkom pokrajinom Bavarskom na sjeveru, austrijskom državom Vorarlberg na zapadu, švicarskim kantonom Graubünden na jugozapadu i Južnim Tirolom (pokrajinom u talijanskoj regiji Trentino-Južni Tirol) na jugu. Glavni i najvažniji grad je Innsbruck.